# Ritratto di Claude Monet
Il Ritratto di Claude Monet è un dipinto del pittore francese Pierre-Auguste Renoir, realizzato nel 1875 e conservato al Museo d'Orsay di Parigi.

## Descrizione

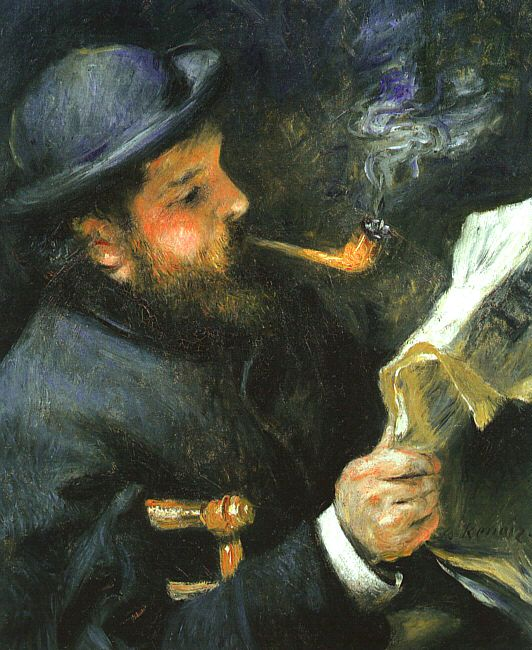
Pierre-Auguste Renoir, Monet che legge (1872); olio su tela, 61×50 cm, musée Marmottan Monet, Parigi

La fisionomia di Claude Monet già comparve in un altro celebre tela renoiriana, Monet che legge, dalla fattura pittorica spregiudicata e già precocemente impressionista. Il Ritratto di Claude Monet, al contrario, ha una tessitura cromatica e luministica più misurata. La luce proviene da una finestra alle spalle del pittore attraverso il filtraggio di una tenda leggera («splendido brano di pittura» a giudizio di Giovanna Rocchi) e si diffonde leggermente e delicatamente tutt'intorno alla stanza, senza raggiungere l'abbagliante luminosità del plein air del Nudo al sole. Il colore, invece, viene depositato sulla tela in maniera molto eterogenea: se le pennellate che definiscono il viso di Monet sono rapide e vibranti, quelle che si susseguono sulla porzione destra del dipinto sono più lunghe e tendenti al grigio. L'eco critica del dipinto fu in effetti assai favorevole e molti dei visitatori della seconda mostra degli impressionisti (dove la tela fu esposta per la prima volta nel 1876) concordavano nel pensare che fosse degna di un grande maestro. Entusiasta fu il commento del romanziere realista Émile Zola, secondo cui «il suo lavoro è degno di Rembrandt ed è illuminato dalla brillante luce di Velázquez».
Renoir era un intimo amico di Monet e con lui strinse un intenso sodalizio artistico e umano, di straordinaria produttività. Fu grazie al loro contributo che l'Impressionismo trovò una delle sue precoci espressioni: fra i due pittori, inoltre, vi era una forte tangenza tecnica e iconografica, a tal punto che a distanza di anni erano entrambi incapaci di distinguere l'autografia di alcune tele degli esordi. L'opera dà un'illusione di grande immediatezza, somigliando addirittura a un'istantanea fotografica: Monet, infatti, veste la sua tenuta di lavoro, regge gli strumenti della sua arte, ovvero una tavolozza e un pennello dorato (presumibilmente prima dell'arrivo di Renoir stava dipingendo un quadro) e volge all'amico uno sguardo fervido e affettuoso. Il suo viso è permeato, quasi accarezzato dal sole, in pieno accordo con la poetica impressionista. Dietro di lui si apre una stanza priva di mobilia e, oltre alla già citata finestra, vi troviamo un arbusto dalle foglie lunghe e sottili, quasi sicuramente un oleandro. Con i suoi rami la pianta accarezza Monet e sembra quasi volerlo inghirlandare con l'alloro. Come inoltre hanno osservato i curatori del museo d'Orsay, «un'idea così affettuosa potrebbe forse spiegare la presenza del buffo cappellino rotondo che ha l'aspetto sia di un'aureola che di un semplice copricapo».